# Бойков, Яков Яковлевич
Яков Яковлевич Бойков (8 июня 1896, Бежецк, Тверская губерния — 19 апреля 1943, исправительно-трудовой лагерь, Свердловская область) — священник, святой Русской православной церкви, причислен к лику святых как священномученик в 2000 году для общецерковного почитания. Брат — священномученик Иван Бойков.

## Биография
Родился в семье священника Покровской тюремной церкви г. Бежецк Иакова Ивановича Бойкова и его супруги Александры Васильевны.
В 1911 году окончил Бежецкое духовное училище, а в 1917 году — Тверскую духовную семинарию.
В 1917 году поступил в Московскую духовную академию, но в 1918 году из-за недостатка средств к существованию был вынужден прекратить обучение и вернуться в Бежецк, где поступил преподавателем в Бежецкое реальное училище. Спустя некоторое время женился на выпускнице епархиального училища.
В 1923 году рукоположен во священника ко храму святой великомученицы Екатерины в селе Закрупье Бежецкого уезда, а с 1923 по 1930 году служил в храме святой великомученицы Екатерины в селе Закрупье Бежецкого уезда.
С 1930 по 1938 годы служил в Благовещенской церкви в селе Княжеве недалеко от Бежецка.

## Арест и мученическая кончина
Арестован в ночь с 8 на 9 февраля 1938 года сотрудниками НКВД по обвинению в контрреволюционной агитации. Виновным себя не признал. По приговору тройки НКВД от 13 февраля 1938 года приговорён к 10 годам заключения в исправительно-трудовом лагере в Свердловской области. Умер в лагере от голода 19 апреля 1943 года.

## Канонизация
Причислен к лику святых новомучеников и исповедников Российских для общецерковного почитания Деянием Юбилейного Архиерейского Собора Русской Православной Церкви, проходившего 13—16 августа 2000 года в Москве.
День памяти: 6/19 апреля и в Соборе новомучеников и исповедников Российских.